# Goniądz (gmina)
La gmina de Goniądz est une commune urbaine-rurale polonaise de la voïvodie de Podlachie et du powiat de Mońki. Elle s'étend sur 376,68 km2 et comptait 5.209 habitants en 2006. Son siège est la ville de Goniądz qui se situe à environ 11 kilomètres au nord-ouest de Mońki et à 51 kilomètres au nord-ouest de Białystok.

## Villages
Hormis la ville de Goniądz, la gmina de Goniądz comprend les villages et localités de Białosuknia, Budne, Budne-Żarnowo, Dawidowizna, Doły, Downary, Downary-Plac, Klewianka, Kramkówka Duża, Kramkówka Mała, Krzecze, Łazy, Mierkienniki, Olszowa Droga, Osowiec, Owieczki, Piwowary, Płochowo, Smogorówka Dolistowska, Smogorówka Goniądzka, Szafranki, Uścianek, Wojtówstwo, Wólka Piaseczna et Wroceń.

## Gminy voisines
La gmina de Goniądz est voisine des gminy de Bargłów Kościelny, Grajewo, Jaświły, Mońki, Radziłów, Rajgród, Sztabin et Trzcianne.